# Championnats d'Europe de beach-volley 2024
Navigation
Vienne 2023
Les Championnats d'Europe de beach-volley 2024, trente-et-deuxième édition des Championnats d'Europe de beach-volley, ont lieu du 13 au 18 août 2024 aux Pays-Bas. L'épreuve se tient juste trois jours après les Jeux olympiques de Paris 2024
Comme pour l'édition 2018, les épreuves se tiennent sur plusieurs sites : La Haye (qui accueille les demi-finales et finale), Apeldoorn et Arnhem

## Médaillés
| Épreuve | Or                                             | Argent                                       | Bronze                                         |
| ------- | ---------------------------------------------- | -------------------------------------------- | ---------------------------------------------- |
| Hommes  | Lettonie- Mārtiņš Pļaviņš - Kristians Fokerots | Allemagne- Clemens Wickler - Nils Ehlers     | Pays-Bas- Steven van de Velde - Matthew Immers |
| Femmes  | Allemagne- Svenja Müller - Cinja Tillmann      | Italie- Valentina Gottardi - Marta Menegatti | Suisse- Esmée Böbner - Zoé Vergé-Dépré         |